# Всеобхватно икономическо и търговско споразумение
Всеобхватното икономическо и търговско споразумение (Comprehensive Economic and Trade Agreement – СЕТА) е предложение за споразумение за свободна търговия между Канада и Европейския съюз. В случай на влизане в сила на такова споразумение, то ще елиминира 98% от митата между Канада и ЕС. Критиците му изтъкват мотива, че това ще отслаби ЕС по отношение защитата на правата на потребителите, включително при безопасността на храните, както и че тези мита вече са незначителни. Споразумението също така е критикувано като благоприятно само за едрия бизнес и транснационалните корпорации, докато е свързано с огромни рискове от нетни загуби, безработица, тежки щети върху околната среда и неблагоприятно въздействие върху отделните граждани. Споразумението предвижда и разширяване на правомощията на инвеститорите при уреждане на спорове със страни-членки, като корпорации могат да съдят държавата. Създават се особени съдебни процедури, при които големи корпорации могат да блокират законодателството на отделните държави, ако това е в тяхна вреда. Предложението предизвика масови протести в Германия. Преговорите завършиха през август 2014 г. и споразумението се очаква да бъде одобрено от Съвета на Европейския съюз, Европейския парламент и всички държави членки на ЕС.
На 18 октомври 2013 г. е подписано принципно споразумение от министър-председателя Стивън Харпър и председателят на Европейската комисия Жозе Мануел Барозу. Преговорите приключват на 1 август 2014 г. и търговското споразумение е представено официално на 25 септември 2014 г. по време на срещата на високо равнище между ЕС и Канада, състояла се в Торонто. като паралелен бизнес процес от започването до приключването на преговорите за CETA действа Кръгла маса за бизнеса.
След изтичане на информация по германската обществена телевизия на 14 август 2014 г., консолидираният текст на споразумението от 1634 страници е публикуван в официалния сайт на ЕС на 26 септември 2014 г.
Завършването, преводът на окончателния текст на 24 европейски езика и ратифицирането отнемат две години, тъй като приемането на спогодбата изисква не само одобрението на Европейския парламент и Европейския съвет, но също и на отделните 28 държави членки на ЕС.

## Разпоредби относно авторското право
Много от разпоредбите на CETA за авторското право първоначално са смятани за идентични със спорното споразумение АСТА, което е отхвърлено от Европейския парламент през 2012 г. Европейската комисия е посочила, че това не е така.
Част от Споразумението включва по-строга защита на интелектуалната собственост, в това число и отговорност за доставчици на интернет услуги, забрана на технологии, които могат да бъдат използвани за заобикаляне на авторските права и други разпоредби, подобни на спорните АСТА, DMCA, PIPA и SOPA. Фондацията за електронни граници заяви, че това „търговско споразумение повтаря пословичните разпоредби на ACTA за авторското право“.
На 22 октомври 2012 г., пет полски НПО порицаха секретността около преговорите и приликите с ACTA, и поиска от полското правителство повече прозрачност относно преговорите.

## Немитнически бариери

### Селското стопанство
Споразумението не променя немитническите бариери, като например забрана на използването на хормони на растежа според Европейската директива за говеждо месо. Канадски заинтересовани страни критикуваха ЕС за застой в процеса по одобряване на изискванията относно генетично модифицираните организми (ГМО), проследяването на ГМО и етикетирането, никое от които не е включено в споразумението.

### Въздействие върху околната среда
Според уводна статия Мод Барлоу, прилагането на споразумението ще има сериозни негативни последици за околната среда както в Канада, така и в Европейския съюз.

### Спорове за визите
Всички страни-членки на ЕС трябва да подпишат и ратифицират споразумението, за да може то да влезе в сила. Първоначално Чехия, Румъния и България заявяват, че няма да подпишат споразумението, докато не бъдат премахнати визовите изисквания за техните граждани за влизане в Канада. И докато въпросът с визовите изисквания за чешките граждани бе решен на 14 ноември 2013 г., то въпросът с визовите изискванията за България и Румъния остана висящ до октомври 2016 г. На 21 октомври 2016 г. България и Румъния оттеглиха резервите си към създаване на свободна търговска зона между ЕС и Канада, след като получиха писмени уверения, че визите за техните граждани ще отпаднат от 1 декември 2017 г., само при условие че СЕТА бъде подписано.

## Защита на инвестициите и уреждане на спорове между инвеститор и държава
Чл. 4 от споразумението (стр. 158 – 161) осигурява защита на инвестициите на чуждестранните инвеститори и е гаранция за „по-справедливо и равноправно третиране и пълна защита и сигурност“.
Споразумението CETA позволява на чуждестранни корпорации да съдят държави пред арбитражни трибунали, ако корпорацията твърди, че е претърпяла загуби, защото:
- държавата е нарушила задълженията си за недискриминационно третиране (чл. 3, ал. 156f от споразумението)
- или поради нарушение на гарантираната защита на инвестициите.

Тази възможност съществува само в едната посока – чуждестранен инвеститор може да осъди държавата, но държавата не може да съди инвеститора пред такъв арбитражен трибунал. Подобни жалби от инвеститори не са новост в сферата на международното публично право (UNCTAD посочва 514 такива случаи в края на 2012 година, повечето от САЩ, Холандия, Великобритания и Германия), но за трансатлантическата търговия и инвестиции, такава висша степен на паралелно правосъдие е нещо ново.
След множеството критики на досегашния често поверителен характер на арбитражното производство, споразумението предвижда определена степен на прозрачност като заявява, че Правилата за прозрачност на ЮНСИТРАЛ (Комисията на ООН по международно търговско право) са приложими за всички спорове между инвеститор и държава в контекста на такива арбитражни производства (член X.33: Прозрачност на процеса, стр. 174).